# Rhinella gildae
Rhinella gildae es una especie de anfibio anuro de la familia Bufonidae.

## Distribución geográfica
Esta especie es endémica de Maranhão en Brasil. Se encuentra en el municipio de São Pedro da Água Branca.

## Descripción
Los 2 especímenes machos adultos observados en la descripción original tienen una longitud estándar de 69 a 76 mm.

## Etimología
Esta especie lleva el nombre en honor a Gilda Vasconcellos de Andrade.

## Publicación original
- Vaz-Silva, Maciel, Bastos & Pombal, 2015: Revealing two new species of the Rhinella margaritifera species group (Anura, Bufonidae): An enigmatic taxonomic group of Neotropical toads. Herpetologica, vol. 71, p. 212–222.[3]